# Список эпизодов телесериала «Грёзы любви»
«Грёзы любви» (фр. Le miracle de l'amour) — французский молодёжный телесериал, являющийся продолжением популярного ситкома «Элен и ребята». За время эфира 20 февраля 1995 — 8 марта 1996 вышло 159 серий продажностью по 25 минут каждая..

## Список эпизодов
| №    | Название (русс.)                           | Название (фр.)                  | Описание |
| ---- | ------------------------------------------ | ------------------------------- | --- |
| 1.   | Переезд                                    | Emmenagement                    | Вся компания переехала в большой дом. Теперь все живут вместе. Элен, Бенедикт и Аделина наводят порядок и обустраивают новое жилище. Лали для украшения привозит статую Аполлона, которую она считает произведением искусства, вот только остальные с ней не согласны. А ребята устанавливают инструменты в новом гараже. |
| 2.   | Одна для другого                           | L'une pour l'autre              | Лали пытается всех убедить, что Аделине нужен парень и изо всех сил ищет его. Жозе познакомился в "Нелли" с девушкой. Девушка оказывается невестой молодого человека, которого Лали нашла для Аделины. |
| 3.   | Клубника                                   | Les fraises                     | Бенедикт и Элен подготовили клубнику на завтрак, но неожиданно сгорели круассаны. Пока Элен в тайне от ребят ходила за круассанами, а Бене отвлекала ребят от завтрака, Лали съела всю клубнику. Не без последствий для себя. |
| 4.   | Большие работы                             | Les grands travaux              | Все живущие в доме делают ремонт. Оливье помогает друзьям. Лали случайно оказывается запертой в ванной. Затем случайно портит заранее приготовленные сэндвичи. Ставит на проходе ведро с краской, в которое попадает Жозе. Пытаясь отмыть несчастного, вместо шампуня берет растворитель. В итоге Жозе - блондин. |
| 5.   | Опять блондин                              | A un poil pres                  | Натали предложила Жозе сняться в рекламе. Ему предложение очень понравилось. Но ему снова пришлось стать блондином. |
| 6.   | Билет                                      | Le ticket                       | Лали не попала на концерт Принца. Все должны страдать! |
| 7.   | "Зеро" отстирывает чище                    | Zero lave plas blanc            | Бене постирала бельё Жозе новым порошком "Зеро", который ей рекомендовала Лали. Результат стирки оказался не таким, как ожидалось. |
| 8.   | Любимая мордашка                           | Petite gueule d'amour           | Жозе поссорился с Бенедикт, он нашёл у неё в сумке любовное послание. Оно написано в стихах и почерк Бене. |
| 9.   | Семейная драма                             | Drame familial                  | Из-за полнолуния Лали всю ночь ворочалась, Себастьен ушёл спать на пол. Чем не повод для Лали устроить скандал. Жозе "заклеил" в кафе девушку Лоранс, но это оказалась кузина Бене. |
| 10.  | Дорогая кузина                             | Chere cousine                   | Пока Жозе не был дома, якобы навещая больную бабушку, Бене тоже не ночевала дома. Жозе в ярости. К тому же на красотку Лоранс претендует Оливье. |
| 11.  | Петушиный бой                              | Combat de coqs                  | Жозе все ещё пытается соблазнить Лоранс, но она категорически против. |
| 12.  | Мыши и ребята                              | Des souris et des garsons       | Лали принесла в дом белых мышей, она "спасла их от смерти в лаборатории". У Аделины истерика, она ненавидит мышей, их унесли в гараж, где они все погрызли. А девушки в кафе встретили парня, у которого Лали украла мышей. |
| 13.  | Выгодная сделка                            | La bonne affaire                | Жозе решил купить машину. Когда он рассказывал это ребятам, Лали услышала часть разговора. Но все неправильно поняла... |
| 14.  | Назойливый приятель                        | Un copain encombrant            | Новая машина не работает. Сирил пытается помочь. Ребята знакомят Сирила с Натали, у которой на него свои планы. |
| 15.  | Нежное прощание                            | Tendres adieux                  | Элен должна уехать в Австралию к больной бабушке. Ребята устраивают прощальный праздник. |
| 16.  | Ядовитые газы                              | Les gaz toxiques                | Элен уехала. Николя грустит. Жозе знакомится с новой девушкой Бернадетой, от которой не так просто избавиться. |
| 17.  | Настойчивость                              | Insistance                      | Бернадета пришла в дом, чтобы увидеть Жозе, но наткнулась на Бенедикт. На этот раз Бене не готова простить Жозе. |
| 18.  | Обозленные                                 | Faches                          | Жозе всеми силами пытается заслужить прощение, но безуспешно. Натали, в отсутствие Элен, хочет заполучить Николя. Бернадета, которой теперь нравится Кристоф, уговаривает Бене простить Жозе, но тот делает очередную глупость. |
| 19.  | Разрыв отношений                           | La separation                   | Все пытаются подбодрить Бене. Жозе продолжает "клеить" девушек. У Бернадеты появляется план, как повлиять на Жозе. |
| 20.  | Признания                                  | Confidences                     | Лали считает, что на доме проклятье. Жозе пытается вернуть Бенедикт. |
| 21.  | Попытки сближения                          | Les rames                       | Жозе по-прежнему пытается вернуть Бенедикт. В Париж вернулся Маню. |
| 22.  | Группа                                     | Le groupe                       | Маню знакомит Лали с великим магистром, который может снять с дома порчу. Бене знакомится в кафе с молодым человеком Жан-Ивом. Он предлагает ей работу на телевидении. |
| 23.  | Химеры                                     | Chimeres                        | Великий магистр - основатель секты, Маню - его ученик, но Лали ни о чём не догадывается. Жозе увидел Бене с Жан-Ивом. |
| 24.  | Счастье для всех                           | Le bonheur pour tout le monde   | Жозе счастлив, он помирился с Бене. В порыве счастья он хочет найти невесту для Оливье и заставить Аделину полюбить Кристофа. Лали переживает из-за секты. |
| 25.  | Маленький поэт                             | Le petit poete                  | Бене лечит пострадавшего в драке Жозе. Все ждут в гости хозяина дома. Встреча проходит неудачно. |
| 26.  | Встреча после разлуки                      | Retrouvailles                   | Линда вернулась в Париж. Лали ревнует, ведь раньше Себастьен был с Линдой. Но привлечь внимание Линды пытается Оливье. |
| 27.  | Повестка                                   | Feuilles de route               | Аделина начала работать моделью вместе с Линдой и готовится уехать на съемки. Себастьену приходит повестка в армию. |
| 28.  | Одиночество                                | Solitudes                       | Лали страдает без Себастьена. В кафе с Линдой и Бене пытается познакомиться молодой человек Алекс. Он оказывается музыкантом, которого Оливье временно нашёл на замену Себастьену. |
| 29.  | Карты                                      | Les cartes                      | Лали знакомится с девушкой, которая гадает на картах. Алекс - кумир Жозе, у него 5 невест. Новая знакомая Лали одна из них. |
| 30.  | Добровольное поступление на военную службу | Engagement volontaire           | Лали решает пойти в армию, чтобы быть ближе к Себастьену. Но условия контракта, который она подписала, совсем не прочитав, оказываются неожиданными. Лали должна ехать в Германию. У Алекса сломался ежедневник, он не помнит когда и с какой из невест у него свидание. |
| 31.  | Германия                                   | L'allemagne                     | Лали готовится ехать в Германию, чего ей совсем не хочется. Алекс вспомнил, что у него была знакомая, дочь генерала. |
| 32.  | Противоядие                                | Contre poison                   | Лали стащила ежедневник Алекса и рассорила его со всеми невестами. |
| 33.  | Брюки                                      | Le pantalon                     | Себастьен вернулся, Лали счастлива. Но тут позвонила какая-то девушка и сказала, что Себастьен забыл у неё брюки. |
| 34.  | Наказание                                  | La punition                     | Жозе притворился больным, чтобы встретиться с девушкой. А Лали заподозрила у него болезнь легионеров. |
| 35.  | Как брат и сестра                          | Comme frere et soeur            | Лали видит, как на плече у Жозе плачет красивая девушка и говорит про несчастную любовь. Лали думает, что Жозе опять изменяет Бенедикт. Но девушка оказывается его сестрой Флоранс. Лали тут же пытается свести её с Кристофом. |
| 36.  | Ветренница                                 | Coeur d'artichaut               | Флоранс нравится и Николя, и Кристофу, и вообще она рада жить в доме, где много ребят. |
| 37.  | Вкус жизни                                 | Le gout de vivre                | Маню пришёл в дом и потерял сознание. А Жозе встретил на улице девушку, которая просто так набросилась на него и стала целовать. |
| 38.  | Беспокойное утро                           | Une matinee agitee              | Фло не ночевала дома. Оказалось ночью она угнала машину. |
| 39.  | Соседи                                     | Les relous                      | Ребята уехали на несколько дней давать концерты. Девочки не могут избавиться от назойливых соседей. |
| 40.  | Топ модели                                 | Les tops models                 | Линда познакомила девочек со своими коллегами моделями-мужчинами. Пока ребят нет, Лали и Фло решили пойти с ними на свидание, но случилось так, что ребята пришли на свидание к Линде и Бенедикт. |
| 41.  | Возвращение из турне                       | Retour de tournee               | Ребята возвращались из турне, но у них сломалась машина. Они застряли на трассе. Все, кроме Жозе и Маню. Жозе проводил ночь с девушкой и задержался. Информацию о том, что они вернутся на следующий день и чтобы ребята придумали что-нибудь для Бене, они передали через Натали. Натали пришла в гараж и за информацию потребовала, чтобы Николя её поцеловал. Николя отказался и Кристоф решил поцеловать Натали сам. Натали явно понравилось.              |
| 42.  | Блудный сын                                | L'enfant prodigue               | Бене грустит из-за Жозе. Кристофу очень нравится Натали. Теперь они пара. Жозе рассказал правду Бене о том почему вернулся позже из турне. |
| 43.  | Любопытная                                 | L'indiscrete                    | Лали плачет все утро, но никому не говорит причину своих слез. Николя подкопил деньги и хочет поехать к Элен. Но выяснилась причина слез Лали: она прочитала письмо, которое Элен прислала Николя. Элен полюбила другого и не вернется в Париж. |
| 44.  | Перемена                                   | Le changement                   | И ребята, и девочки грустят из-за Элен, все, кроме Фло. Она надеется на внимание Николя. Кристоф дерется с Жозе из-за Натали. Жозе пытается соблазнить Натали, чтобы доказать, что она не изменилась. Ему это удается, но Кристоф не бросает Натали. |
| 45.  | Исчезновение                               | Disparitions                    | Николя куда-то пропал, его никто не видел с вечера. Линда поссорилась с Оливье. Фло не ночевала дома. Натали видела, как Николя с Линдой целовались. Фло провела ночь с Маню. |
| 46.  | Стыд                                       | La honte                        | Линда чувствует себя виноватой из-за того, что произошло с Николя. Лали и Жозе настроены против Линды. Натали принесла письмо от Николя ребятам. |
| 47.  | Подарки                                    | Les cadeaux                     | Себастьен подарил Лали кольцо, которое она теряет. Бене советует Маню быть смелее с Фло. Николя вернулся. Оливье считает, что Линда любит Николя, и говорит ему об этом. |
| 48.  | Бородач                                    | Le barbu                        | Лали гадает на картах: её жизнь должен изменить какой-то бородач. К Себастьену неожиданно приехал друг, у которого есть борода. |
| 49.  | Гадальные карты                            | Les tarots                      | Лали снова гадает на картах. И чуть-чуть не наделала глупостей. |
| 50.  | Высокий брюнет                             | Un grand brun                   | Жозе вслед за Лали увлекся таро. Он должен встретить высокого брюнета, который увезет его на край света. |
| 51.  | Ошибка                                     | L'erreur                        | Пока все были в "Нели", а Лали спала дома, Себастьен изменил Лали с Натали. Лали не простила Себастьена, между ними все кончено. |
| 52.  | Боль                                       | La peine                        | И Лали, и Себастьен страдают. Кристоф простил Натали. Лали хочет уехать в Бразилию. |
| 53.  | Просто друзья                              | Copain copain                   | Себастьен теперь живёт в комнате с Николя. Жозе смеется над ними. Он считает, что Себастьен должен найти себе утешение с другой девушкой. Жозе пригласил в спортзал кучу девушек. Бенедикт пришла, когда он целовал одну из них. Жозе приходится ночевать в комнате с Николя и Себастьеном. |
| 54.  | Неразбериха                                | Meli-melo                       | Себастьен хочет заслужить прощение, он развесил за окном сердечки и написал любовные стихи. Жозе в ярости, как Бене посмела выставить его на ночь за дверь. Бене сама скучает по Жозе и хочет простить его, но Жозе отталкивает её. Бене и Лали приводят домой двух парней. Жозе тоже решил пригласить девушек. А Линда и Николя целуются. |
| 55.  | Переизбыток                                | Encombrement                    | Во время завтрака постоянно возникают стычки между у Лали с Себастьеном и Бенедикт с Жозе. За девочками заходят их новые приятели, Себастьен и Жозе крайне недовольны. Жозе снова приглашает девочек. Линда и Николя приходят, когда все новые пары целуются и выгоняют новых знакомых. |
| 56.  | Решение                                    | La solution                     | Жозе недоволен вмешательством Николя. Он решает уйти из дома и из группы. Лали почти решила простить Себастьена. Пока Жозе психовал и собирал вещи, Николя пытался успокоить его. Но в доме оказались грабители и ранили Николя. В больнице все пары мирятся. |
| 57.  | Наркобизнес                                | Trafic                          | Все готовятся встречать Николя из больницы. Ребята привели Николя в гараж, но тут вбежал Маню и попросил спрятать его от полиции. У него оказалась сумка с наркотиками. |
| 58.  | Расследование                              | Enquete                         | Ребятам позвонили и спросили про Маню и дорожную сумку. Ребята ничего не сказали девочкам и отправили их за город. Вместе с полицией ребята поймали наркодилеров. |
| 59.  | Охваченная страстью                        | La passionnee                   | В дом рано утром пришла девушка в поисках Оливье. |
| 60.  | Печеночные колики                          | La crise de foie                | Со съемок вернулась Аделина. Теперь её зовут Мануэла. Кристоф неважно себя чувствует, у него колики... |
| 61.  | Путаница                                   | Confusion                       | У Жозе плохое настроение, он влюбляется в Мануэлу. Бенедикт грустит из-за этого. |
| 62.  | Воздыхатель                                | Le soupirant                    | Мануэлу преследует давний поклонник Жан-Жак. Девушка не может ответить ему взаимностью. Парень в отчаянии, и Лали решает ему помочь. Только вот для неё всё в конце концов оборачивается неприятным сюрпризом. |
| 63.  | Продюсер                                   | Le producteur                   | Жозе познакомился в клубе со знаменитым продюсером Бертраном Лавильером. Но парень, с которым он познакомился соврал, он не продюсер. Лали в кафе знакомится с настоящим Бертраном. |
| 64.  | Менеджер не похожий на других              | Un manager pas comme les autres | Лали решает быть менеджером "Ребят". Девушка покупает им чудовищные наряды, однако Бертран, несмотря на очевидную их безвкусицу, находит костюмы весьма милыми. |
| 65.  | Безумная любовь                            | L'amour fou                     | Бертран оказывает знаки внимания Лали. |
| 66.  | Неожиданность                              | Imprevus                        | Николя и Линда не ночевали дома. Позже выяснилось, что Натали видела их утром на вокзале. А Бертран продолжает ухаживать за Лали. Линда вечером вернулась домой, оказалось, она отвозила Николя на вокзал. Он оставил ребятам записку, но Жозе её случайно выкинул. |
| 67.  | Любопытство                                | Curiosite                       | Мануэла познакомилась с парнем, Лали выпытывает у неё все подробности. Приходит в парике в спортзал, чтобы проследить за их свиданием. |
| 68.  | Свидание                                   | Rendez-vous                     | Бертран пригласил Лали в ресторан. Но она никому не сказала об этом, а соврала, что идет к стоматологу. В ресторан, где они сидели, неожиданно пришла Натали. |
| 69.  | Браслет                                    | Le bracelet                     | Бертран подарил Лали дорогой браслет. Но она всем сказала, что нашла его. Девочки заставляют её сдать браслет в бюро находок. |
| 70.  | Поездки                                    | Ballades                        | Николя позвонил и сказал, что он сломал лодыжку и хочет, чтобы ребята за ним приехали. Но ничего не говорили девочкам. Бертран попросил Лали помочь с выбором антиквариата, но Бене напросилась с ними. |
| 71.  | Букет левкоев                              | Giroflees                       | Лали все больше нравится Бертран. Николя пытается выяснить, что происходит, и, зайдя в студию, застает их вместе. |
| 72.  | Удар                                       | Le clash                        | Лали повела ночь с Бертраном. Все пытаются подбодрить Себастьена. Лали счастлива с Бертраном, но когда она пришла в кафе, девочки и Кристоф с Оливье игнорируют её. Жозе признается Николя, что был влюблен в Элен. |
| 73.  | Примирение невозможно                      | La réconciliation impossible    | Жозе не хочет работать с Бертраном, Николя с ним согласен, но Себастьен хочет продолжать работу. Мануэла хочет объявить бойкот Лали. Николя хочет сказать Линде о своих чувствах, но неожиданно появляется Элен. |
| 74.  | Возвращение                                | Le retour                       | Элен вернулась, но они с Николя просто друзья. Жозе надеется на её внимание. Линда очень расстроена, у неё больше нет надежды, что Николя её полюбит. |
| 75.  | Новая песня                                | Nouvelle chanson                | Николя написал новую песню. Бертран хочет её записать. Все считают, что песня написана для Элен. |
| 76.  | Представь                                  | Imagine                         | Ребята репетируют новую песню. Лали поссорилась с Бертраном и говорит Элен, что все ещё испытывает чувства к Себастьену. Элен написала слова к новой песне. |
| 77.  | Извинения                                  | Excuses                         | Жозе говорит, что Себ и Николя должны вернуть своих женщин. Лали все ещё в ссоре с Бертраном. Николя с Элен вместе идут ужинать в ресторан. |
| 78.  | Чудо                                       | Miracle                         | Линда говорит Элен, что у неё ничего не было с Николя, он всегда любил только Элен. Бертран пришёл в гараж в поисках Лали. Элен и Лали вернулись к Николя и Себастьену. |
| 79.  | Возвращение к прошлому                     | Reprise                         | Жозе в восторге от того, что все пары снова вместе. Он приносит синтезатор в дом, чтобы с утра играть в честь этого, потом для всех готовит завтрак, разбрасывает в гараже конфетти. Маню выпустили из тюрьмы. Николя сняли гипс. Оливье приглашает Линду покататься ночью вместе. |
| 80.  | Катастрофы                                 | Catastrophes                    | Жозе преследуют несчастья. В гараж приходит девушка и говорит, что продолжит втыкать иголки в его куклу, если он не будет с ней мил. Маню делает подарки Мануэле. Лали, чтобы спасти Жозе, притворяется ведьмой и выгоняет ненормальную, преследующую Жозе. |
| 81.  | Недотепа                                   | Gaffeur                         | К Жозе неожиданно приехал друг детства Гастон. |
| 82.  | Подозрения                                 | Soupcons                        | Кто-то звонил Бенедикт среди ночи. Жозе ревнует. Оказывается Бене готовила подарок на его день рождения. |
| 83.  | Домашнее хозяйство                         | Ménage                          | Жозе не хочет делать уборку в гараже и предлагает разыграть это, теперь он должен делать её один. Натали провела ночь с другим парнем, она хочет уйти от Кристофа. |
| 84.  | Новость                                    | La nouvelle                     | Кристоф уехал. У Элен снова заболела бабушка, ей нужно снова ехать в Австралию. В этот раз Николя едет с ней. |
| 85.  | Снежный ком                                | Boule de neige                  | Элен и Николя уехали. Все расстроены. Лали, решив приободрить ребят, поливает их водой из пистолета. Но шутку девушки оценили не все. В результате Лали подралась с Жозе и заставляет Себастьена выбирать между ней и другом. Решив, что Себ выбрал не её, Лали ссорится и с ним. Однако в дело вмешивается Мануэла и мирит влюбленных. В конце Лали мирится и с Жозе.                                                                                         |
| 86.  | Спасение                                   | Sauvetage                       | Жозе спалил машину, Линда одолжила ему свою. Лали прочитала в гороскопе, что у Жозе неблагоприятный день и он может попасть в аварию. |
| 87.  | Новый гитарист                             | La nouveau guitariste           | Со времени отъезда Николя ребята не репетировали. Девочки считают, что им нужно найти нового гитариста. Жозе нашёл гитариста: очень красивую девушку Синтию. |
| 88.  | Водоворот                                  | Remous                          | Себастьен не уверен стоит ли им играть с Синтией. Лали сказала девочкам, что она выкинула Синтию из группы. Себастьен не потерпел такого вмешательства. |
| 89.  | Ловушки                                    | Pièges                          | Жозе снова принялся делать глупости. |
| 90.  | Новый отъезд                               | Nouveau départ                  | Жозе уехал и Себастьен остался один в доме с девочками. Синтия тоже хочет уехать, Бенедикт отговаривает её. Лали выказывает Синтии свою неприязнь, Синтия уходит. Её сбивает машина и она попадает в больницу. |
| 91.  | Сладкая жизнь                              | La belle vie                    | Все девушки утром стараются для Себастьена, он единственный мужчина в доме. Лали при приготовлении десерта вместо крахмала положила стиральный порошок. Мануэла, Линда и Бенедикт идут на девичник, Лали обиделась, что её не пригласили. Натали познакомила девочек со своим парнем Грегом. Мануэле он очень понравился и вечером она идет с ним на свидание.                                                                                                 |
| 92.  | Воровка                                    | La voleuse                      | Лали злится на Мануэлу из-за её свидания с Грегом, но никому ничего не говорит. У Мануэлы и Грега снова свидание. |
| 93.  | Ложь                                       | Mensonge                        | Лали рассказывает Мануэле, что видела её в ресторане с Грегом. Мануэла все отрицает. Но позже Лали застает их в гараже. |
| 94.  | Странный тип                               | Un drôle de coco                | Лали очень расстроена, из-за того что Мануэла ей соврала и рассказывает все девочкам. Натали пришла в кафе, когда там были девочки и рассказала, что утром Грег сделал ей предложение. Мануэла пришла в гараж и рассказала всем, что Грег сделал ей предложение. Бенедикт ставит на место негодяя. |
| 95.  | Месть                                      | La vengeance                    | Синтия выздоровела и готова снова приступить к репетициям. Девочки встретили в кафе Грега с новой девушкой, а потом в спортзале с другой, и не удержались, чтобы не пошутить. В гараж пришёл Алекс и сказал, что звонил Жозе и попросил временно заменить его в группе. Синтия приводит на ужин своего друга, им оказывается Грег. |
| 96.  | Странное воспоминание                      | Étrange souvenir                | Алекс пытается клеить Синтию. Он в парике изо всех сил изображает Жозе и приглашает Бенедикт на ужин. Лали хочет стать моделью, Линда и Мануэла берут её с собой на работу. |
| 97.  | Угрызения совести                          | Cas de conscience               | Лали злится, потому что Бенедикт не хочет ей рассказывать о своем свидании с Алексом. Лали и Себастьен встречают Алекса с другой девушкой в спортзале. |
| 98.  | Жозе                                       | Jose                            | Лали переодевается и следит за Бенедикт с Алексом. Оливье влюблен в Синтию. Бене и Алекс теперь влюбленная пара. Они всем это сообщили, но тут вернулся Жозе, он влюблен в Бене. |
| 99.  | Исчезновение                               | La disparition                  | Жозе надеется быть с Бенедикт. Но она пропала. Натали видела её утром рядом с вокзалом. Все скрывают это от Жозе. |
| 100. | Маятник                                    | Le pendule                      | У Лали появилась идея, как найти Бене. Это можно сделать с помощью маятника. Синтия, Оливье, Себастьен, Линда и Мануэла сидели в кафе, тут к ним подошёл знакомый Синтии Ксавьер. Выяснилось, что Синтия была в тюрьме. |
| 101. | Решение                                    | La décision                     | Бенедикт вернулась. Жозе счастлив. Но Бенедикт ещё не определилась в своих чувствах. Ксавьер рядом с кафе схватил Лали. Бенедикт решила уехать к Элен и Николя в Австралию. |
| 102. | Депрессия                                  | Depression                      | Жозе не может смириться с отъездом Бене. |
| 103. | Лото                                       | Loto                            | Линда выиграла в лото, но никак не может найти билет. |
| 104. | Новое увлечение                            | Nouvelle passion                | Лали и Жозе увлекаются гольфом. Синтия переезжает в дом к ребятам. |
| 105. | Демон                                      | Le demon                        | Синтия отлично провела первую ночь в доме ребят. Лали на машине Жозе едет на площадку для гольфа учиться играть, но по дороге автомобиль ломается, и Себастьен с Оливье едут выручать подругу. В гараж приходит Натали, признается Синтии, что хочет любой ценой добиться расположения Жозе, и унижает девушку, попрекая её прошлым. Синтия в слезах убегает.                                                                                                  |
| 106. | Ветер отчаяния                             | Le vent du désespoir            | Все переживают из-за исчезновения Синтии. Ребята находят Синтию в гараже, она что-то приняла и ребята не могут привести её в чувство. У Лали поклонник из гольф-клуба Патрик. Девочки пытаются объяснить Лали, что у неё есть Себастьен. Оливье говорит Синтии о своих чувствах. |
| 107. | Попасться в ловушку                        | Pris au piège                   | Лали продолжает ездить на гольф-площадку с Патриком. Мануэла и Линда напрашиваются с ними. На площадки девушки кокетничают с Патриком, чем вызывают недовольство Лали. Линда знакомится с симпатичным молодым человеком. Жозе провел ночь у Натали, а на следующий день выгнал её из гаража. Синтия поддерживает расстроенную девушку. Вечером в дом звонит Патрик, но к телефону зовет вовсе не Лали.                                                         |
| 108. | Миллиардерша                               | La milliardaire                 | Жозе познакомился в баре с очень богатой женщиной, которая им увлеклась. |
| 109. | Незамеченный побег                         | Une fugue inaperçue             | Лали на всех обижается и решает сбежать. Она оставляет записку, но её никто не замечает. |
| 110. | Погоня                                     | Course poursuite                | Од приходит в гости к ребятам с самого утра, чтобы встретиться с Жозе. Но тот назначил встречу новой подружке и вовсе не горит желанием видеть богатую приятельницу. Ребята стараются спровадить Од. Себастьен предлагает ей прокатиться с ним на мотоцикле. А Жозе между тем убегает в гараж и ждет свою новую пассию. Однако вместо девушки в гараж приходит здоровенный детина и буквально уносит с собой Жозе.                                             |
| 111. | Вьетнам                                    | Vietnam                         | Жозе пытается выучить вьетнамский язык, он познакомился с вьетнамкой. Мануэла не ночевала дома, Лали и Жозе очень хотят знать, где она. Тибо говорит Линде, что Патрик женат. |
| 112. | Трудные признания                          | Aveux difficiles                | Жозе познакомился в клубе с очередной девушкой и заразился от неё... гриппом. Линда рассказывает Себастьену, что Патрик обманывает Мануэлу. Себ советует всё рассказать подруге. В спортзале Линда выводи Патрика на чистую воду. Мануэла расстроена. Патрик клянется ей в любви и обещает развестись. Говорит, что их с женой уже давно не связывает ничего, кроме детей. Но Мануэла выгоняет парня.                                                          |
| 113. | Дантистка                                  | La dentiste                     | У Жозе разболелся зуб. Дантист, к которому он попал на приём, оказался красивой женщиной. Линда говорит Тибо, что не любит его и они расстаются. |
| 114. | Как раз вовремя                            | Juste à temps                   | Жозе пытается выковырять пломбу, чтобы вернуться на приём к дантистке. Лали хочет найти девочкам женихов. Натали страдает, что Жозе её не любит. Бене возвращается. |
| 115. | Усилитель страсти                          | L'activateur de passion         | Жозе счастлив, что Бене вернулась. Оливье приходит пьяный в гараж и набрасывается на Синтию, потом в кафе он встречает Натали. Лали нашла таблетки, усиливающие страсть, но в конце концов ошибается и дает Себастьену снотворное. |
| 116. | Отъезд и ревность                          | Départ et jalousie              | Лали уезжает в гости к родителям. Ольвье приходит в гараж и просит у Синтии прощения за свое поведение. Ребята мирятся и решают быть друзьями. После Оливье извиняется перед остальными. Жозе безумно ревнует Бенедикт ко всем подряд, за что и получает фингал от парня в кафе. В гараж приходит Натали. Оливье говорит ребятам, что теперь встречается с ней.                                                                                                |
| 117. | Валентин                                   | Valentin                        | Жозе находит в рюкзаке Бенедикт записку с номером телефона некоего Валентина. Ревнивец решает проследить за подругой. |
| 118. | Друг                                       | L'ami                           | Жозе боится, что у него уведут Бенедикт. К Синтии пришёл друг Джимми, но Жозе подумал, что это любовник Бене. Жозе считает, что Оливье зря связался с Натали. Джимми поселяется в доме со всеми. |
| 119. | Лали возвращается                          | Laly...le retour                | Мануэла выпытывает у Синтии подробности о Джимми. Он ей очень нравится. Жозе снова переживает, что у него уведут Бене, но говорит, что Джимми влюблен в Синтию и она в него тоже. Джимми говорит, что безответно влюблен в Синтию. Лали неожиданно вернулась, она тоже хочет, чтобы Синтия и Джимми были вместе и не может пропустить, как все начнется. Она на вокзале познакомилась с парнем, которому назначила свидание, но им оказался Джимми.            |
| 120. | Почти идеальный фильм                      | Un film presque parfait         | Мануэла влюблена в Джимми и интересуется не против ли Синтия. Лали считает, что Джимми влюблен в неё. Оливье поссорился с Натали. |
| 121. | Сведение счетов                            | Règlements de comptes           | Мануэла и Лали за завтраком изо всех сил пытаются ухаживать за Джимми. На Джимми нападают рядом с кафе. Он говорит, что не знает нападавших, но ему никто не верит. |
| 122. | Дело                                       | Action                          | Все пытаются понять за что избили Джимми. Лали следит за Джимми. |
| 123. | Драма                                      | Drame                           | Лали и Джимми не ночевали дома, Жозе считает, что Лали теперь с Джимми. В дом приходит таксист т говорит, что видел Лали вечером. В гараж приходят бандиты в поисках бриллиантов. |
| 124. | Прослушивание телефона                     | A L'écoute                      | Жозе предлагает Джимми прослушать телефон Синтии, чтобы знать, что у неё на уме. У Лали пропало белье. Себастьен сбил девушку Алину мотоциклом. Жозе настраивает прослушку на телефоне и слышит, как Себастьен назначает свидание Алине. |
| 125. | Алина                                      | Aline                           | Жозе рассказывает Себастьену, что записал его разговор с Алиной. Лали приснился сон, что они с Себастьеном женятся, она готовится к свадьбе. Алина приходит в гараж. |
| 126. | Тайны                                      | Confidences                     | Жозе говорит Себастьену, что ему не стоит встречаться с Алиной. Натали просит Себастьена не говорить Оливье, что он видел её в кафе с другим парнем. Но Оливье все рассказал Жозе. Себастьен опять встречается с Алиной. Оливье и Натали мирятся. |
| 127. | Сомнение                                   | Le doute                        | Жозе очень злится на Себастьена из-за того, что тот встречается с Алиной. Мануэла пытается очаровать Джимми. Жозе собирается быть на каждом свидании Себастьена с Алиной. Лали увидела Жозе с Алиной и подумала, что он снова изменяет Бенедикт. |
| 128. | Сожаления                                  | Regrets                         | Пришёл очень большой счет за телефон. Лали каждый день звонила Элен в Австралию. Натали и Оливье решили жить вместе. Мануэла расстроена, что Джимми не обращает на неё внимание. Лали познакомилась м инструктором по мотовождению и собирается брать уроки. Себастьен проводит все свободное время с Алиной. Лали разбилась на мотоцикле и впала в кому. |
| 129. | Возвращение к жизни                        | Retour à la vie                 | Лали пришла в себя и выздоравливает. Себастьен говорит Жозе, что больше не будет встречаться с Алиной. Мануэла надеется, что у неё с Джимми все получится. |
| 130. | Прощания                                   | Adieux                          | Лали надоело в больнице и она сбежала. Алина пришла к Себастьену, она любит его и хочет быть с ним. Лали все ещё думает, что с Алиной встречается Жозе. Джимми написал песню для Мануэлы. Жозе старается убедить Себастьена, что он должен забыть Алину. Лали целый день терроризирует Линду, которая осталась с ней посидеть. |
| 131. | Полная чаша                                | La coupe est pleine             | Джимми говорит Себастьену, что Мануэла хороша, но он любит Синтию, но никогда не решится признаться ей в этом. Бенедикт подстригла Жозе волосы, они стали значительно короче, он в ужасном настроении. Натали и Оливье живут вместе. Жозе случайно встретил в кафе Алину. Он привел её в гараж. Они поцеловались. |
| 132. | Любовь к двоим                             | Un amour pour deux              | Жозе вернулся домой поздно ночью. Бенедикт думает, что он злится из-за стрижки. Лали и Мануэла снова увидели Жозе с Алиной в кафе. Лали говорит об этом Себастьену. Себастьен все ещё влюблен в Алину. |
| 133. | Потерянная любовь                          | Amour perdu                     | Себастьен назначает свидание Алине и приходит к ней домой. За ним туда приходит Жозе. А чуть позже... Лили и Мануэла, желающие поймать Жозе с поличным на измене Бенедикт. |
| 134. | Решение                                    | Décision                        | Себастьен говорит Лали что не любит её и уходит к Алине. |
| 135. | Выбор Себастьена                           | Le choix de Sébastien           | Лали спустилась к завтраку в прекрасном настроении и сказала, что Себастьен ушёл от неё к Алине. Жозе пытается заставить его передумать и пытается успокоить Лали. Себастьен говорит Алине, что ушёл от Лали. Алина тоже бросает своего парня. Все не могут поверить, что Лали и Себастьен расстались. |
| 136. | Глубины отчаяния                           | Le fond du désespoir            | Себастьен счастлив с Алиной. Лали очень страдает. Себастьен уходит из группы. Лали приходит к Алине. |
| 137. | Искатель счастья                           | Trouv'bonheur                   | Лали куда-то пропала. Но не успели все начать переживать, как она вернулась. Лали решила изменить свою жизнь. Она нарастила волосы и обратилась к магу, чтобы найти нового жениха. Маг выдал ей доску - искатель счастья. |
| 138. | Хиппи                                      | Baba cool                       | Лали снова меняет свою жизнь. Она решила стать вегетарианкой и изучать буддизм. Джимми говорит Синтии о своих чувствах. |
| 139. | Совсем не классно                          | Pas cool                        | Лали приводит к ребятам своих новых друзей-хиппи. Ребятам это очень не нравится. |
| 140. | Новая история                              | Une nouvelle histoire           | Синтия и Джимми объясняются в любви друг другу. Бене случайно видит их. За завтраком и Лали, и Жозе говорят, что скоро вернется Мануэла и Джимми должен быть доволен. Этими замечаниями они вызывают недовольство Синтии. Лали хочет найти женихов себе, Линде и Синтии и устраивает кастинг. Натали пришла в гараж. Оливье болеет и Натали с ним скучно жить в одной квартире. Джимми и Синтия хотели сказать всем, что они вместе, но тут вернулась Мануэла. |
| 141. | Шок                                        | Le choc                         | Все веселились в клубе до утра. Когда все вернулись и пошли спать, Мануэла пыталась поговорить с Джимми, но он говорит, что любит другую. Лали подслушивает их. Синтия получает документы и может остаться во Франции. Лали пытается вычислить в кого влюблен Джимми. |
| 142. | Падение                                    | La descente                     | Мануэла грустит из-за Джимми. Она познакомилась в бассейне с несколькими молодыми людьми. Линда сказала, что один из них предлагал ей сделать её моделью в обмен на встречи. Натали изо всех сил ухаживает за больным Оливье. |
| 143. | Опасный путь                               | Pente dangereuse                | Мануэла не ночевала дома. Лали паникует, ей не нравятся молодые люди, с которыми Мануэла познакомилась. Ребята нашли Мануэлу в гараже в истерике. Её изнасиловали. |
| 144. | Ад                                         | L'enfer                         | Ребят задержали за нападение и нанесение телесных повреждений. Они в тюрьме. Друг Линды, адвокат Жиль, пытается помочь им, но доказательств вины Боба, Арно и Ксавье нет - Мануэла, будучи в шоке, отказалась от сдачи анализов. Тогда Лали придумывает план, как вывести подонков на чистую воду. |
| 145. | Возвращение утраченного                    | Remontée                        | Лали хвастается своим подвигом. Ребят выпускают из тюрьмы. Лали нравится Жиль, но он влюблен в Линду. |
| 146. | Армагедон                                  | Armaguedon                      | Девочки говорят Линде, что Жиль влюблен в неё. Лали считает, что наступает конец света. Жиль пригласил Линду на ужин. |
| 147. | Инструкции                                 | Mode d'emploi                   | Всем любопытно, как прошёл ужин Линды и Жиля. Лали знакомится с молодым человеком Марком. |
| 148. | Как сестра                                 | Comme ma soeur                  | Лали все время говорит о Марке, но убеждает всех, что не влюблена в него. Жозе не доверяет Марку. Он обеспокоен, что тот может быть с Лали, ведь она ему "как сестра". Лали пригласила Марка на ужин, но он не пришёл. |
| 149. | Неотразимый                                | Irrésistible                    | Девочки обеспокоены состоянием Мануэлы. Она почти с ними не разговаривает и постоянно где-то пропадает. Ребята тоже обеспокоены её состоянием. Жозе рад, что Марк не пришёл, он считает, что Лали ему не нужна. Но Лали ушла на завтрак с Марком, но Марк и туда опоздал. В кафе Лали встретила Мануэлу с двумя парнями. Они всю ночь были в ночном клубе. Днем Лали с Марком ходили в спортзал, Марк познакомил Лали со своей невестой.                       |
| 150. | Двое                                       | Deux                            | Девочки снова обеспокоены отсутствием Мануэлы ночью. Мануэла приходит утром на завтрак со своими новыми знакомыми. Все ушли, оставив Мануэлу с этими двумя и они пытались заняться с ней любовью. Лали все ещё расстроена, что у Марка есть невеста. |
| 151. | Осложнения                                 | Complications                   | Вся компания пришла в клуб, что следить за Мануэлой. Там Лали встретила Марка с невестой. Мануэла тем временем ужинала с двумя парнями у "Альфредо", где их видели Натали и Оливье. Жозе и Джимми подрались в "Нелли" с новыми друзьями Мануэлы. Мануэла решает уйти из дома. |
| 152. | Надлом                                     | Fracture                        | Чтобы Лали не побежала искать Марка, Жозе забирает её с собой в гараж, но девушка сбегает. В спортзале она встречает Марка с подругой и устраивает скандал. Линда встречается в кафе с Жилем, там они видят Мануэлу с ухажерами. Линда пытается поговорить, но Мануэла уходит. После девушки встречаются в комнате Мануэлы, где та собирает вещи. |
| 153. | Порча                                      | Envoutement                     | Лали считает, что все происходящее с Мануэлой результат порчи. Натали встретила Мануэлу в кафе и пыталась уговорить её вернуться. |
| 154. | Безумие                                    | Folie                           | Девочки встретили Мануэлу в спортзале и решили её игнорировать. Лали тоже решает уйти из дома и присоединяется к Мануэле. Натали встречает в кафе Мануэлу и Лали с их новыми друзьями и говорит об этом ребятам. Жозе хочет их остановить. Мануэла возвращается. |
| 155. | Выздоровление                              | Convalescence                   | Все довольны возвращением Мануэлы. В спортзале девочки встречают парней, с которыми Мануэла проводила время, они набросились на Лали. Её вновь спасает Марк. Он расстался со своей невестой и Лали надеется снова его покорить. А парни, после спортзала, решили разгромить гараж. Когда они пришли там были только Натали и Синтия. Они попытались изнасиловать Синтию, но Натали удалось выбежать из гаража и вызвать полицию.                               |
| 156. | Красивая история                           | Une belle histoire              | Лали в хорошем настроении, её ужин с Марком прошёл очень хорошо. Чтобы помочь ребятам восстановить гараж, девочки участвуют в конкурсе "Мисс Нелли". |
| 157. | Брат близнец                               | Faux frere                      | Сестра Жозе выходит замуж. Он этим крайне недоволен. Сестра встретила его в службе знакомств. Жозе решает, что Линда и Мануэла должны туда обратиться. Но туда обращается Лали. Новый жених Лали оказывается копией жениха сестры Жозе. Жозе набрасывается на него. Но это оказывается его брат близнец. |
| 158. | Невозможная любовь                         | Amour impossible                | Лали завтракает С Марком, Жозе нервничает. Марк рассказывает Лали, что встречался с Камиллой с 15-ти лет, она была его первой и единственной любовью. А теперь она ушла, потому что ревновала Марка к Лали. Лали решает исправить свою ошибку. |
| 159. | Крупный выигрыш                            | Gros lot                        | Синтия поругалась с Джимми. Они расстаются и Джимми уезжает. Лали решает поиграть в лотерею "Каримбо", она ставит на месяцы рождений всех в доме и выигрывает, но она забыла отправить билеты. Но тут вернулся Джимми, он не смог уехать и мирится с Синтией. На вокзале он купил билеты Каримбо и вписал месяца рождений. Вся компания едет на каникулы. Каникулы любви.                                                                                      |